# Muntanyola
Muntanyola ist eine katalanische Gemeinde (Municipio) mit 712 Einwohnern (Stand: 2024) in der Provinz Barcelona im Nordosten Spaniens. Sie liegt in der Comarca Osona. Zur Gemeinde gehört neben dem gleichnamigen Hauptort auch die Ortschaft Múnter.

## Geographie
Muntanyola liegt etwa 55 Kilometer nördlich von Barcelona in einer Höhe von ca. 805 m. 

## Demografie
| 1900 | 1930 | 1950 | 1970 | 1981 | 1991 | 2001 | 2011 | 2021 |
| ---- | ---- | ---- | ---- | ---- | ---- | ---- | ---- | ---- |
| 409  | 435  | 442  | 249  | 199  | 171  | 341  | 593  | 655  |

## Sehenswürdigkeiten
- Burgruine von Múnter
- Quiricuskirche
- Stephanuskirche in Múnter

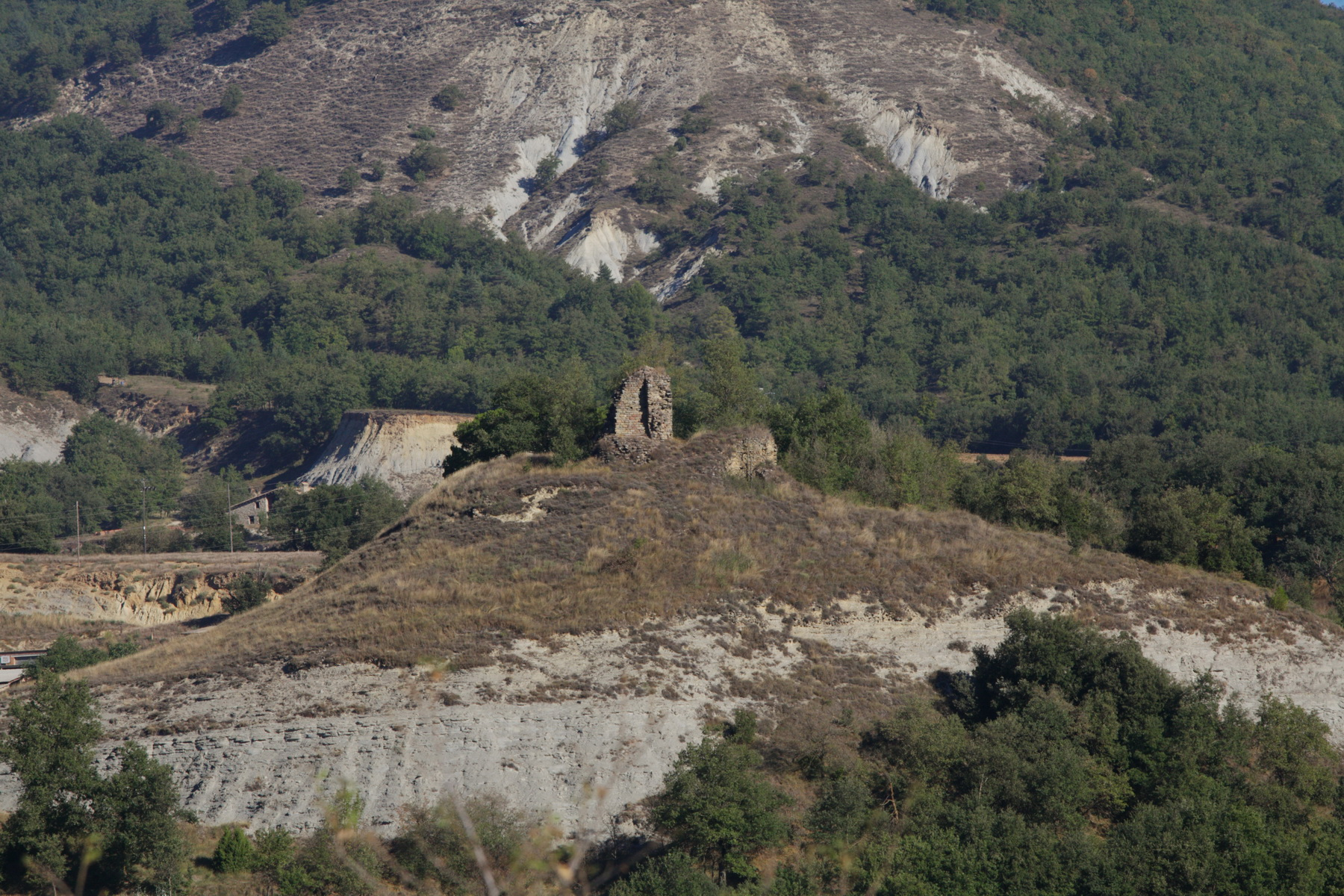
Burgruine Múnter
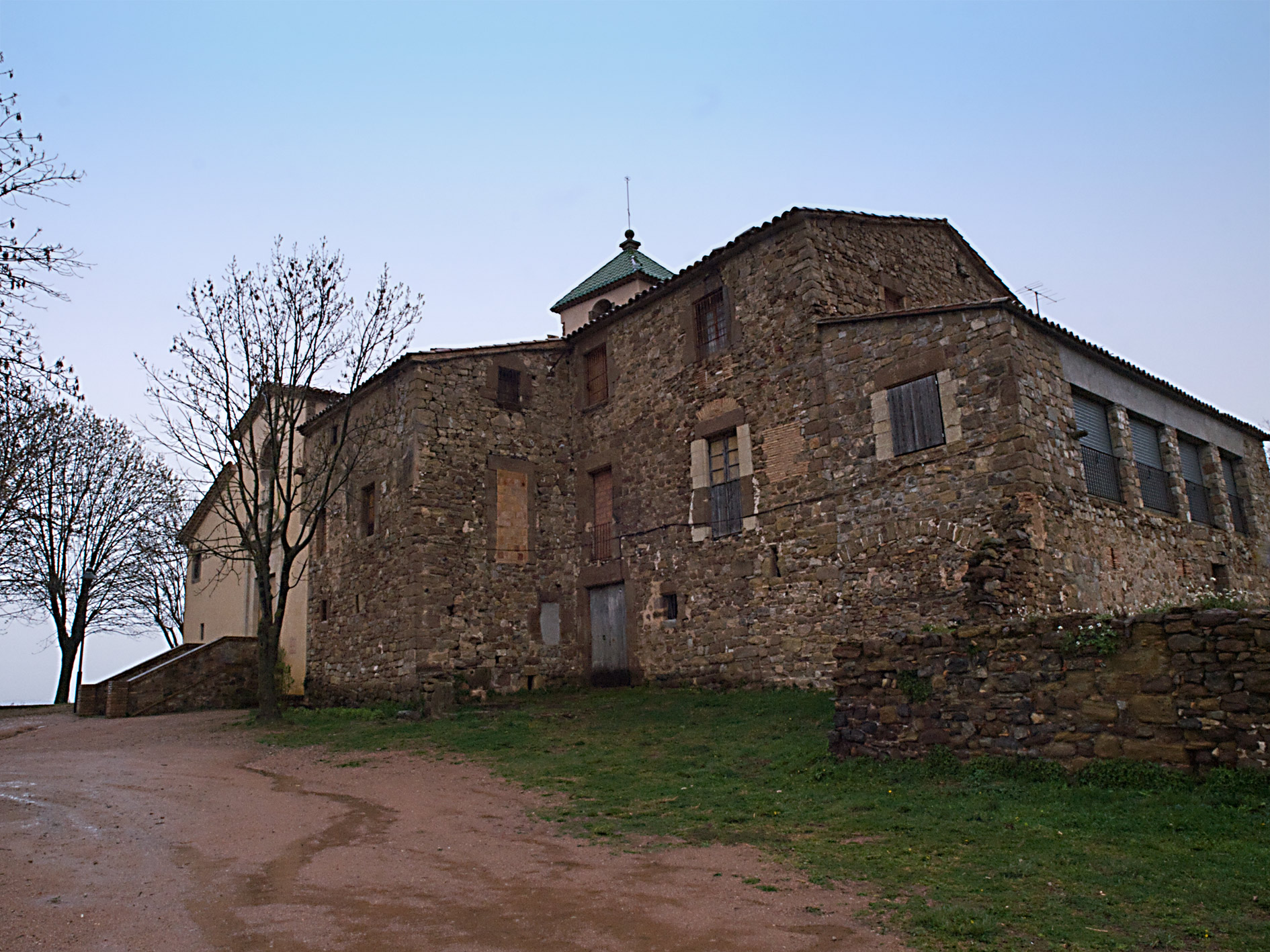
Quiricuskirche
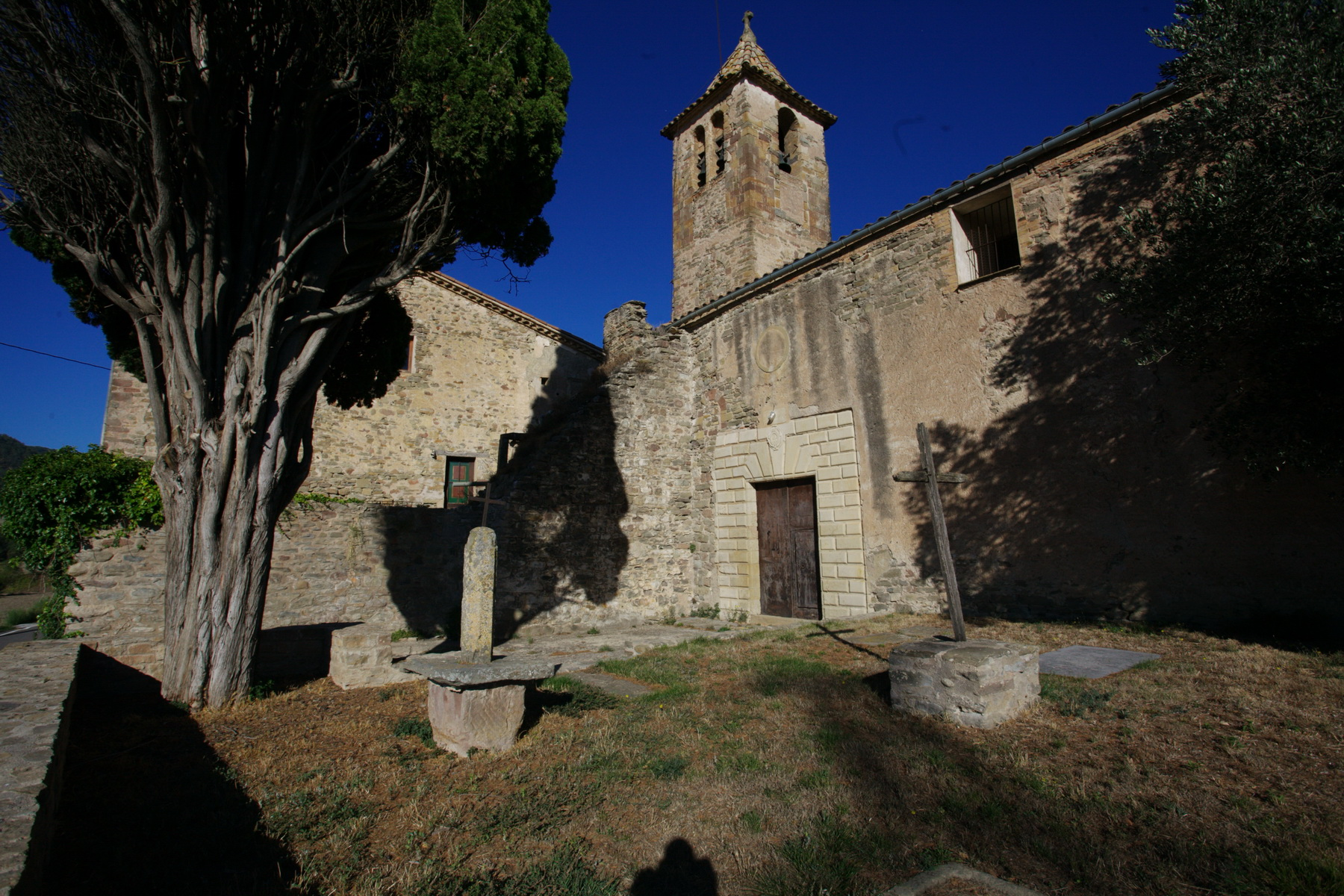
Stephanuskirche
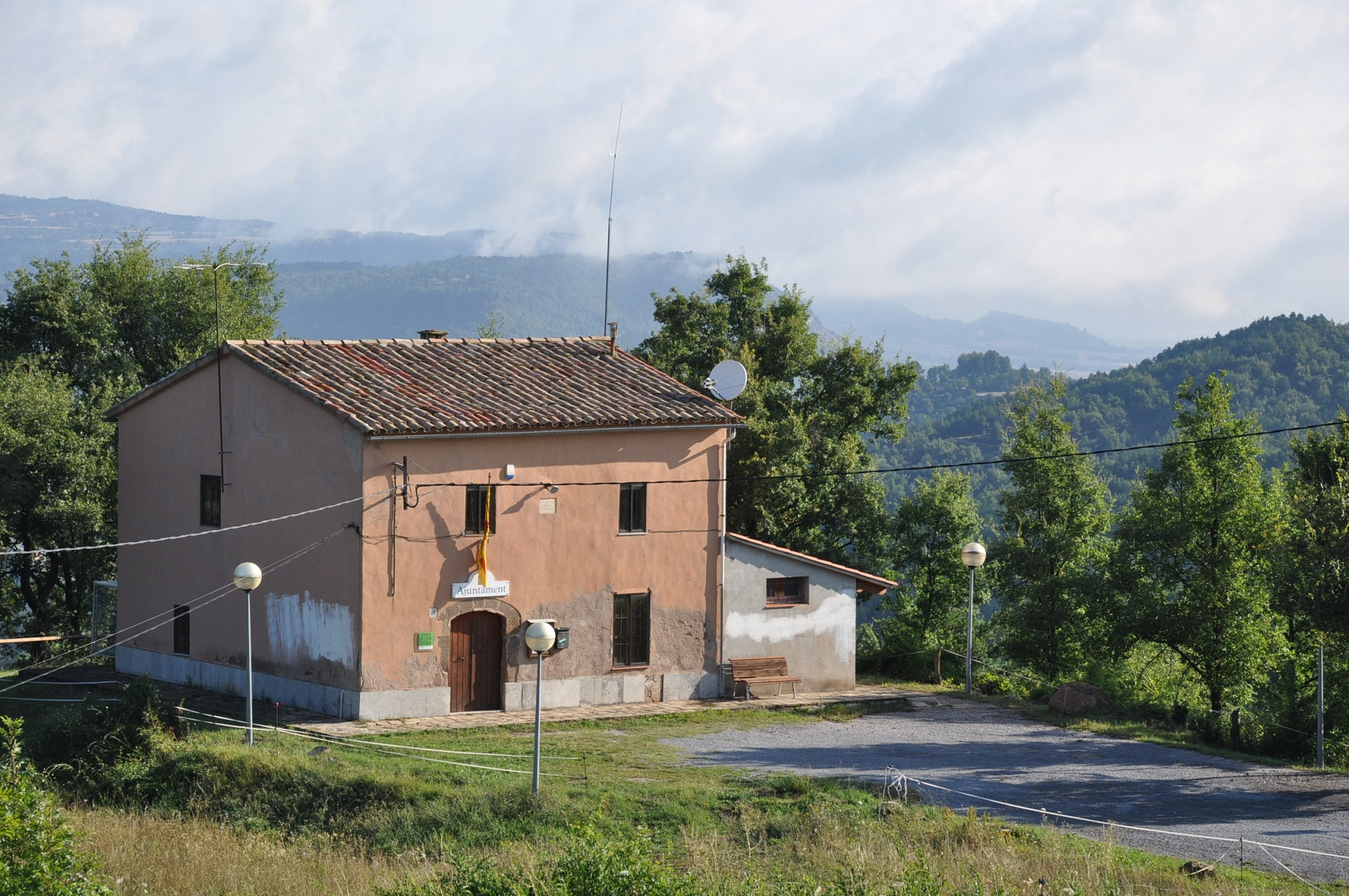
Rathaus